# Сібай
Сіба́й (рос. Сибай, башк. Сибай) — місто у складі Башкортостану, Росія. Адміністративний центр Сібайського міського округу.

## Географія
Місто розташоване на східному схилі Південного Уралу, у відрогах хребта Ірендик, за 464 км від Уфи і 95 км від Магнітогорська (залізницею), за 8 км від межі з Челябінською областю.

## Історія
Сібай був заснований на початку 1930-х років у зв'язку з розвідкою Сібайського родовища. З 1938 року робітниче селище. 21 листопада 1955 року Указом Президії Верховної Ради РРФСР робітниче селище Сібай було перетворене в місто республіканського підпорядкування. Під час заснування Сібая люди переїжджали жити і будувати місто з навколишніх міст, селищ та сіл.

## Населення
Населення — 62763 особи (2010, 59082 у 2002).

## Відомі люди
В місті народились:
- Аргінбаєва Світлана Робертівна (* 1966) — башкирська співачка
- Муллакаєва Нурія Камалетдинівна (1931—2000) — почесний громадянин міста
- Янбеков Арслан Асгатович (1980—2011) — башкирський актор, співак, режисер, телеведучий